# La embriaguez de la metamorfosis
La embriaguez de la metamorfosis, (en alemán, Rausch der Verwandlung) es una novela del escritor austriaco Stefan Zweig. El título alude a la semejanza de lo vivido por la protagonista con el proceso de transformación de una oruga en mariposa.
La obra, una de las más extensas del autor, fue abandonada y recuperada a lo largo de unos once años (1931-1942), siendo publicada varias décadas después de su escritura, en los años 80.
El crítico literario Walter Hinck dijo de esta novela:

Stefan Zweig demuestra de nuevo su arte para desvelar las motivaciones psicológicas de los actos y comportamientos humanos.

## Argumento
La acción se desarrolla en el año 1926 y narra la historia de la transformación interior que experimenta Christine Hoflehner, una funcionaria de una administración de correos al pasar del mundo de pobreza en el que vive como austríaca tras la Primera Guerra Mundial al espléndido mundo de los hoteles y de la sociedad aristocrática en Suiza, nación ajena a la tragedia bélica, para regresar después a la vida miserable de antes.
Su desenlace tiene similitudes con el desenlace de la vida del propio autor.